# Hrytsko Hryhorenko
Hrytsko Hryhorenko era el pseudònim que va utilitzar Oleksandra Sudovshchykova-Kosach (1867 – 1924), periodista i escriptora ucraïnesa.
Era filla de Yevhen Sudovshchykov, un professor rus, i Hanna Khoynatska, nascuda al nord de Rússia, on els seus pares s'havien exiliat a causa de les seues activitats proucraïneses. Després de la mort de son pare, al 1868, tornà amb sa mare a Kíiv. S'hi va unir a un grup literari, Pleyada (Plèaides), dedicat a l'estudi de la literatura ucraïnesa i d'autors estrangers traduïts a l'ucraïnés.
Va escriure poesia en ucraïnés, rus i francés. També feu traduccions d'escriptors ucraïnesos al francés i d'escriptors francesos, suecs i anglesos a l'ucraïnés. El 1893, es casà amb Mykhaylo Kosach. Aquest va ser obligat a traslladar-se a Estònia per a continuar els estudis, a causa de les seues activitats polítiques; Oleksandra i la seua mare el van acompanyar a Tartu. Allí començà a escriure prosa i publicà la primera col·lecció d'històries, Nashi lyudy na seli (Les vides dels nostres llauradors), el 1898.
El 1901, van tornar a Khàrhiv, on el seu marit treballà de professor en la Universitat de Khàrkiv. Va morir dos anys més tard. Va tornar a Kíiv amb la seua filla. Es va llicenciar en lleis i treballà en un tribunal. També s'implicà en el moviment en defensa dels drets de les dones.
Alguns treballs de Hrytsko Hryhorenko es traduïren a l'anglés, com ara les col·leccions From Heart to Heart (1998) i Warm the Children, O Sun (1998).